# Pseudocercyonis bonninghauseni
Pseudocercyonis bonninghauseni är en fjärilsart som beskrevs av Foetterle 1901. Pseudocercyonis bonninghauseni ingår i släktet Pseudocercyonis och familjen praktfjärilar. Inga underarter finns listade i Catalogue of Life.